# Tengboche
Tengboche est un village du nord-est du Népal, dans la région du Khumbu, près de l'Everest. Il fait partie du comité de développement villageois de Khumjung et culmine à 3 867 mètres. Le sherpa Tensing Norgay, qui fut le premier homme à avoir atteint le sommet de l'Everest avec Edmund Hillary, est né dans ce village. Tengboche est célèbre pour son monastère tibétain. La religion de Tengboche est le bouddhisme.

Tengboche
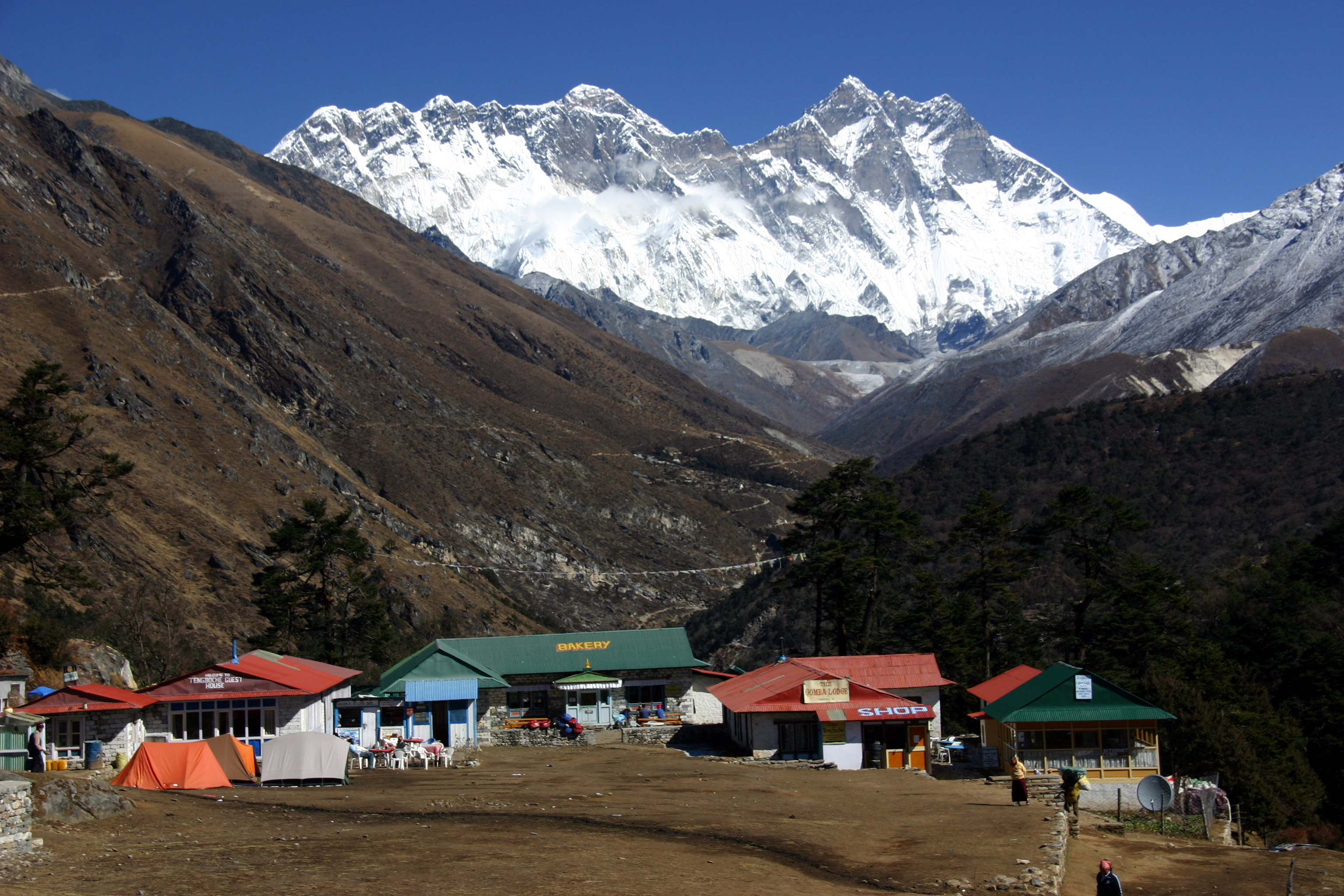
Nuptse-Lhotse
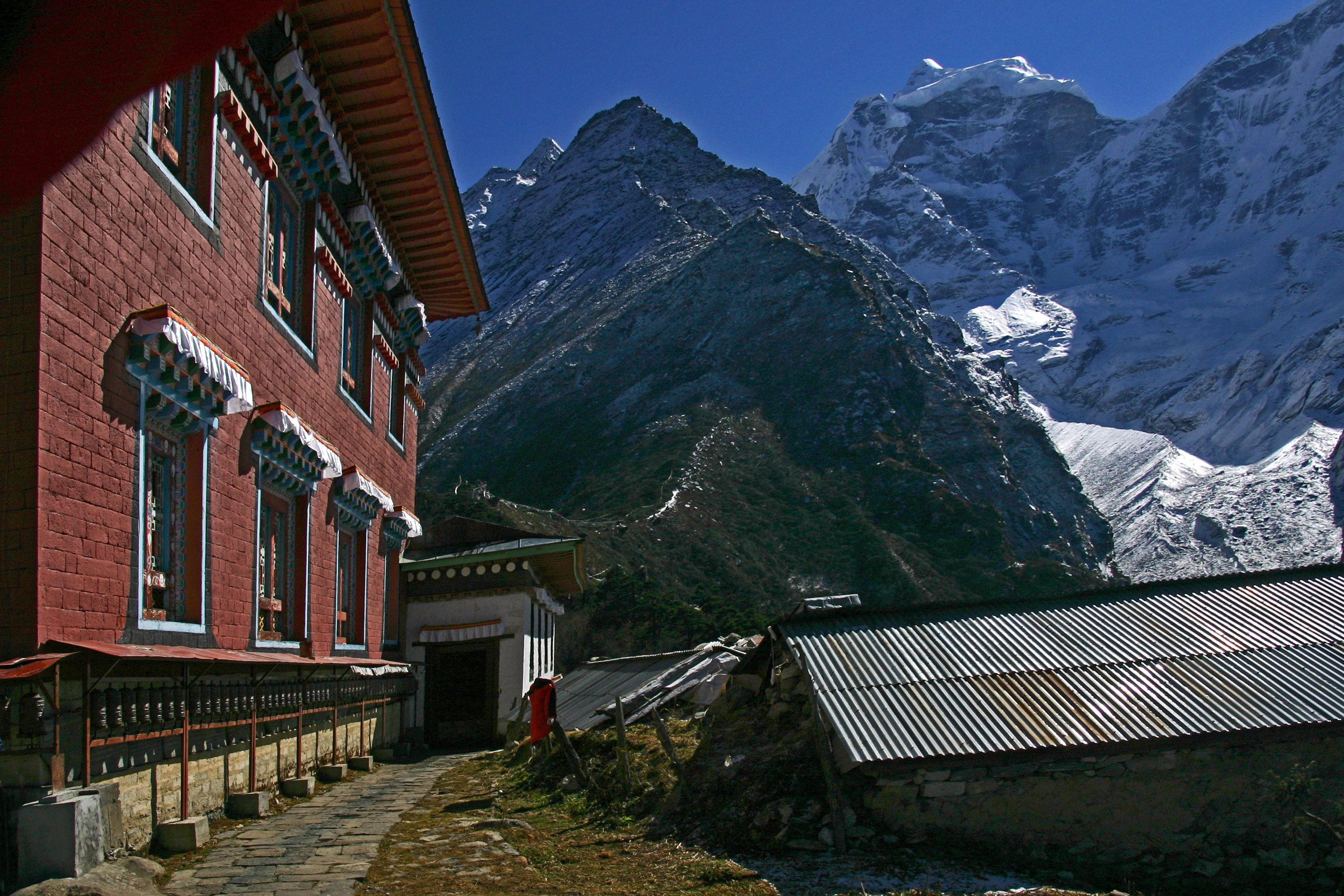
Kangtega
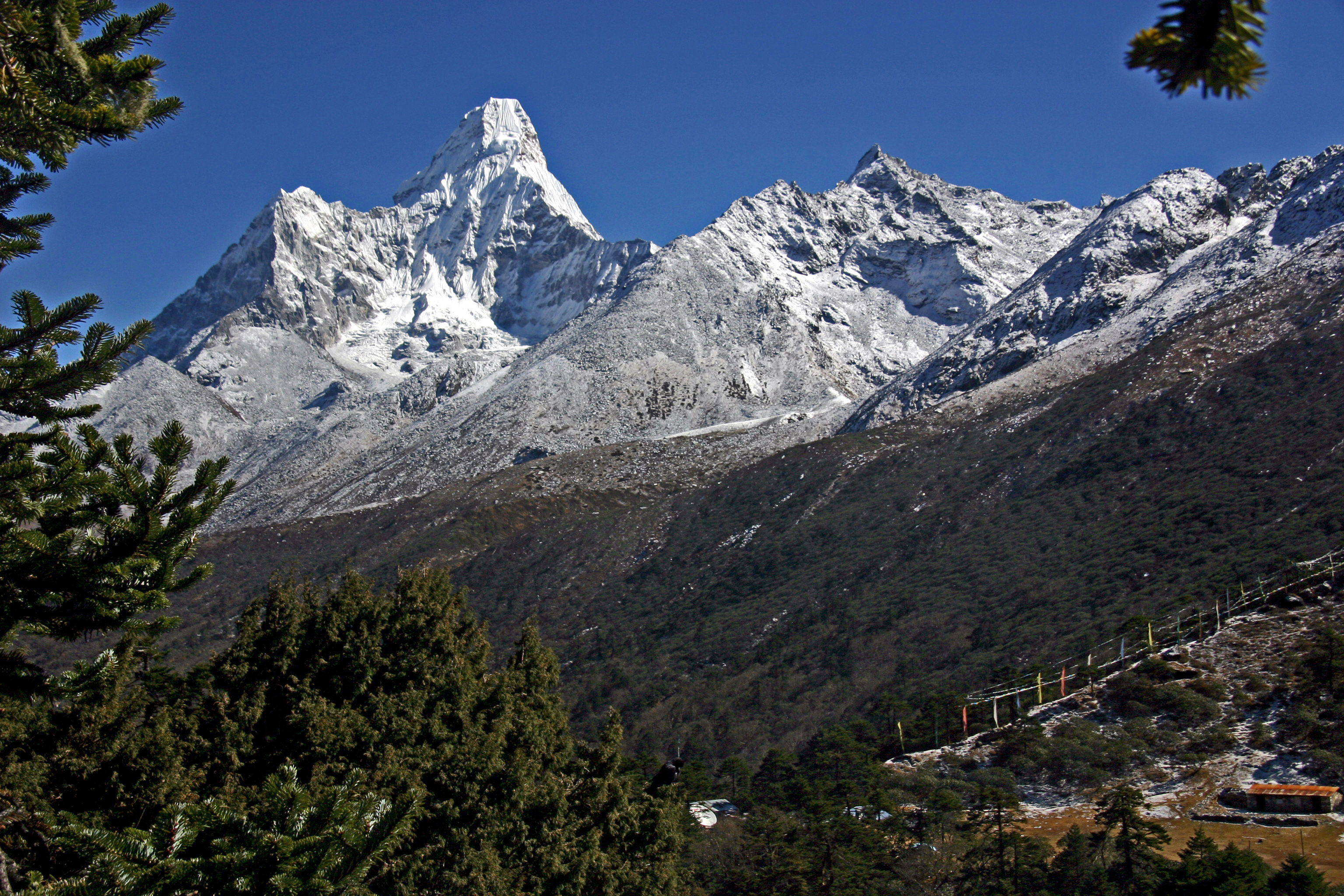
Ama Dablam

Le monastère de Tengbonche
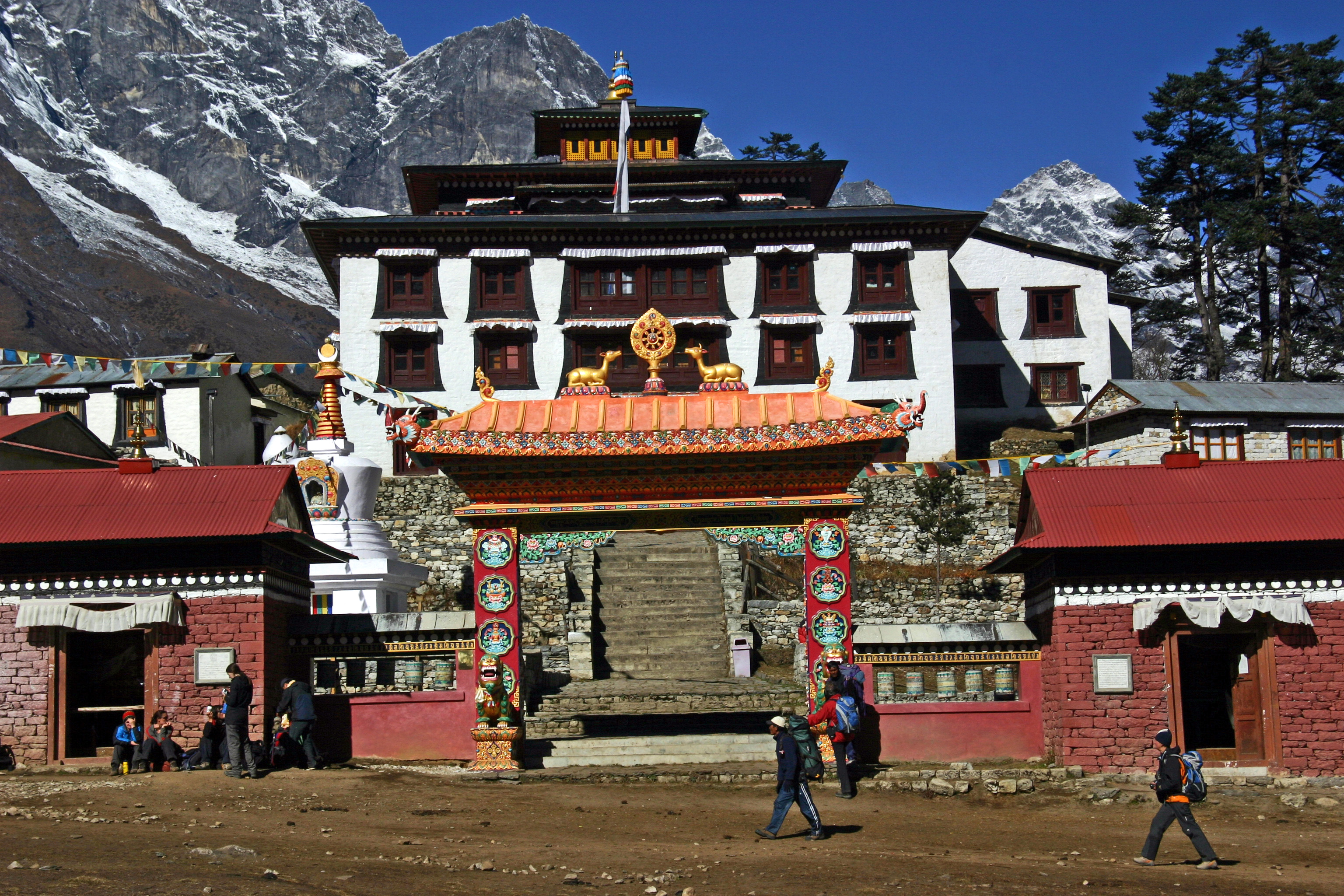
Monastère
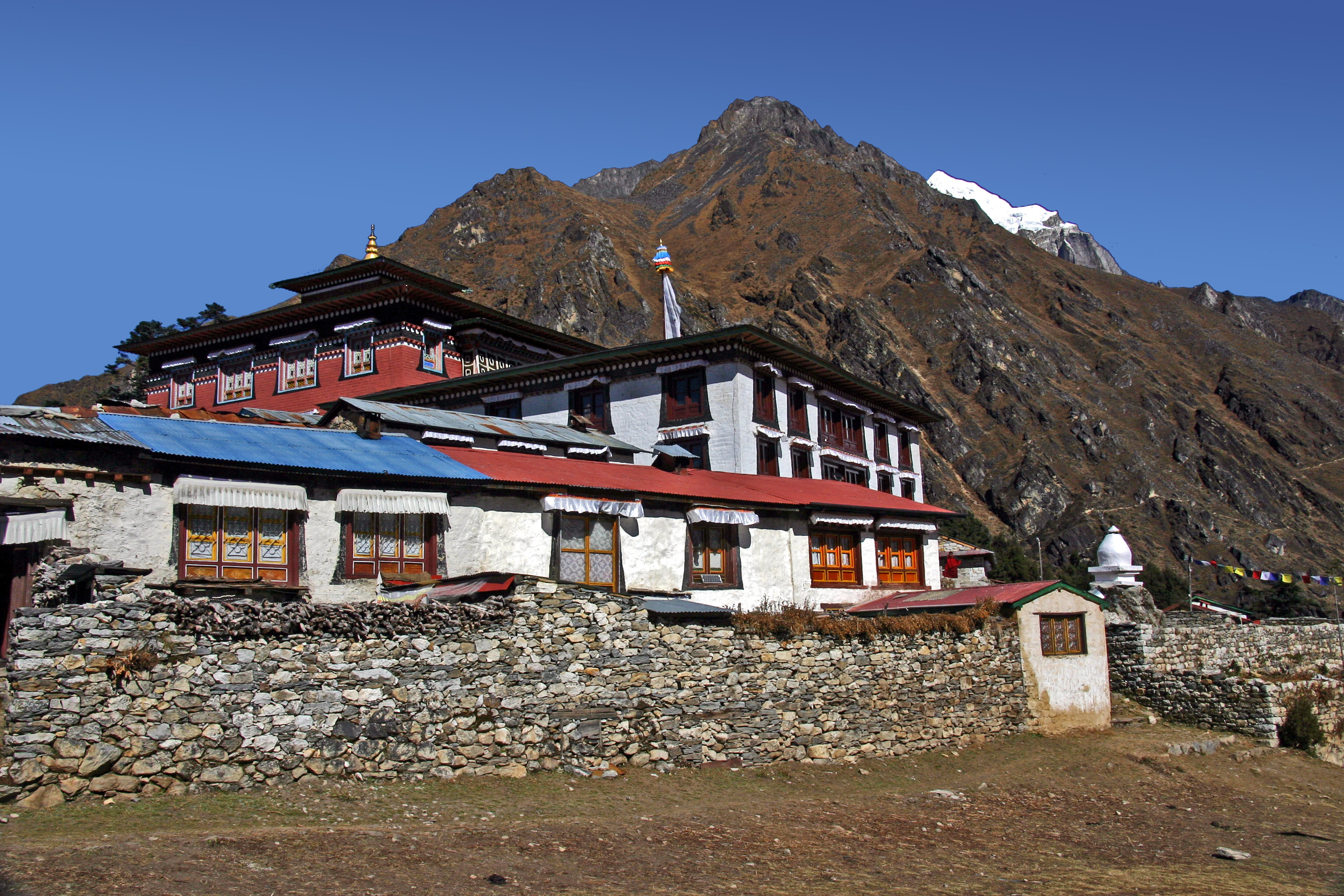
Monastère
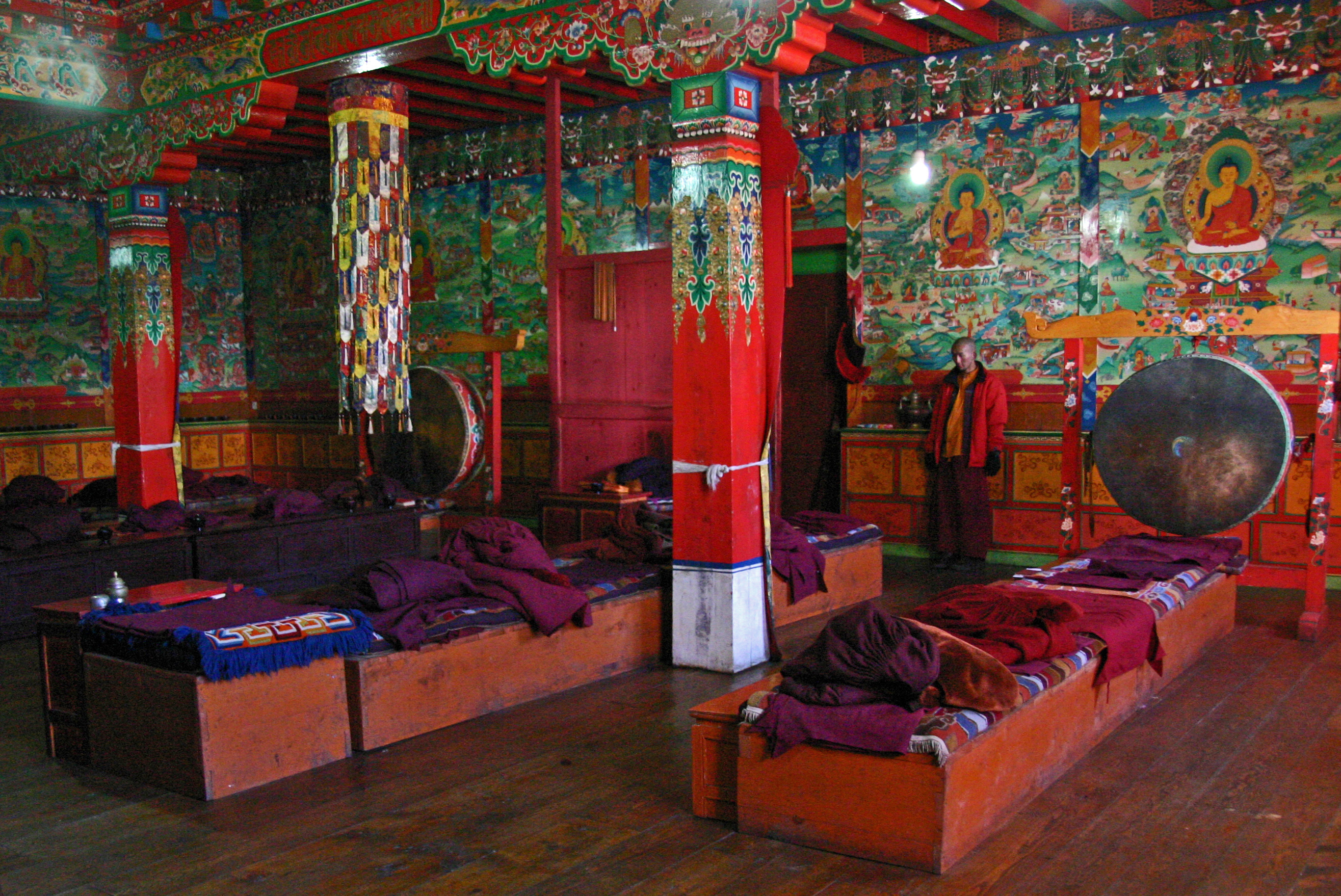
Au monastère
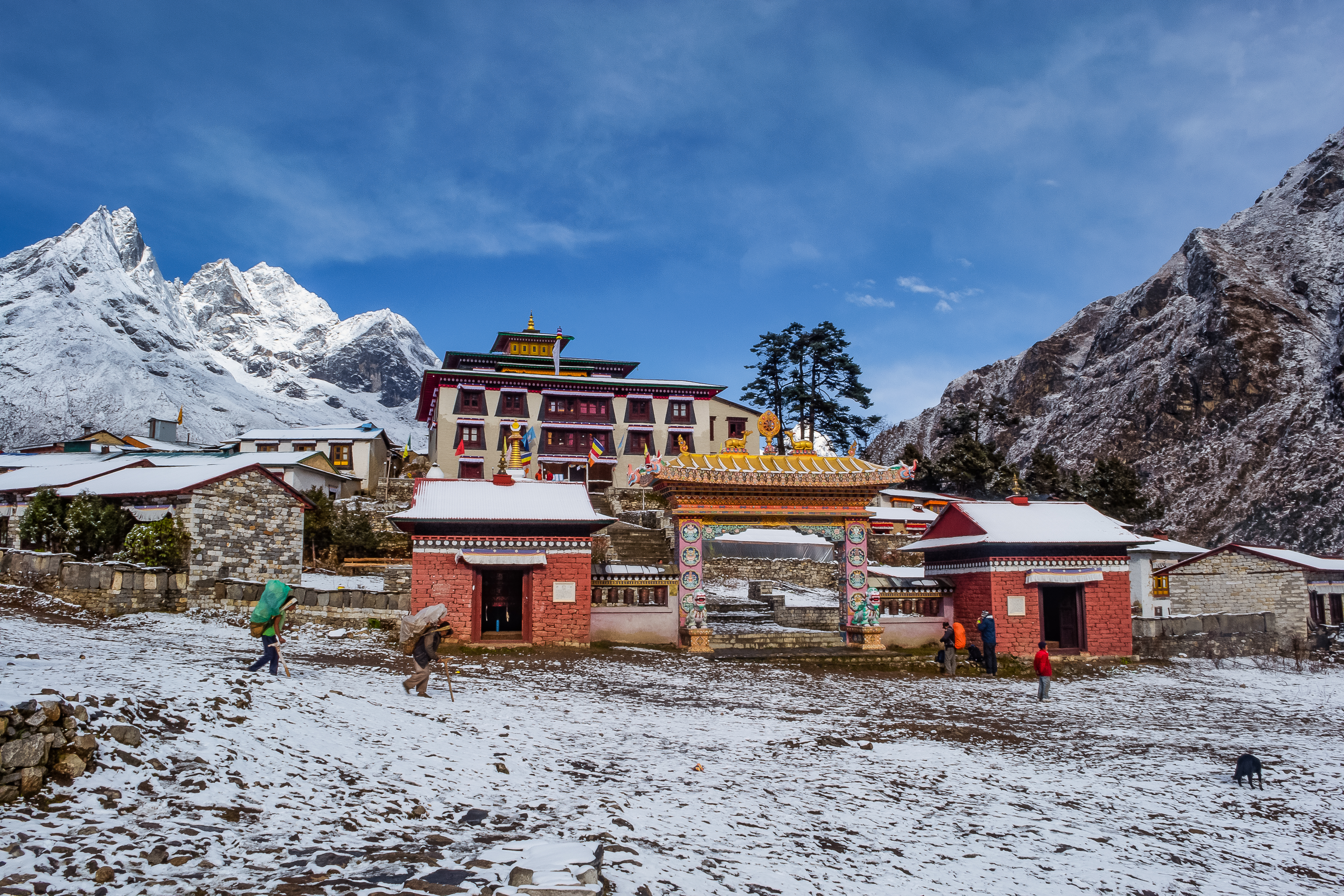
Le monastère de Tengboche est un des monastères les plus importants de la région. Il se situe sur une colline, à la confluence des rivières Dudh Koshi et Imja Khola. À l'arrière-plan, la montagne Ama Dablam culmine à 6 812 m. Le site peut être atteint par une piste montagneuse à partir de Namche Bazaar. Octobre 2015.